# Kingstree
Kingstree (ehemals Williamsburg) ist eine Stadt im US-Bundesstaat South Carolina. Die Stadt ist der Verwaltungssitz des Williamsburg County. Das U.S. Census Bureau hat bei der Volkszählung 2020 eine Einwohnerzahl von 3244 ermittelt.

## Geographie
Kingstree liegt im Zentrums von Williamsburg County. Der Black River, ein Nebenfluss des Pee Dee River, bildet die westliche Grenze des Stadtgebietes.

## Geschichte
Ursprünglich wurde der Ort als Williamsburg von den Lord Proprietor zur Kolonialzeit angelegt. Der Ort wurde bekannt für eine large white pine, die hier im Stadtgebiet am Ost-Ufer des Black Rivers stand. Da sich hohe Weißkiefern ideal für die Verwendung als Schiffsmasten eigneten, wurde dieser Baum von der Krone im Namen des Königs beansprucht. Daher war der Ort für diesen „King’s Tree“ bekannt und behielt später den Namen.
Am 27. August 1780 fand während des Amerikanischen Unabhängigkeitskrieges die Schlacht von King's Tree statt, und zu diesem Zeitpunkt übergab Major John James seine Gruppe an Francis Marion, den Sumpf-Fuchs (Swamp-Fox). Die Kämpfe bestanden zwar nur aus Scharmützeln, aber es gab schwere Verluste. Der britische Major James Wemyss brannte auf Befehl von Oberstleutnant Banastre Tarleton die presbyterianische Kirche von Indiantown nieder.
Mit der Gründung des Williamsburg County im Jahr 1804, wurde Kingstree zum Verwaltungssitz. Das erste Gericht wurde 1806 abgehalten. 1810 erhielt Kingstree ein Postamt.
Kingstree Historic District, M.F. Heller House, Colonel John Gotea Pressley House, Scott House und Thorntree werden im National Register of Historic Places geführt.

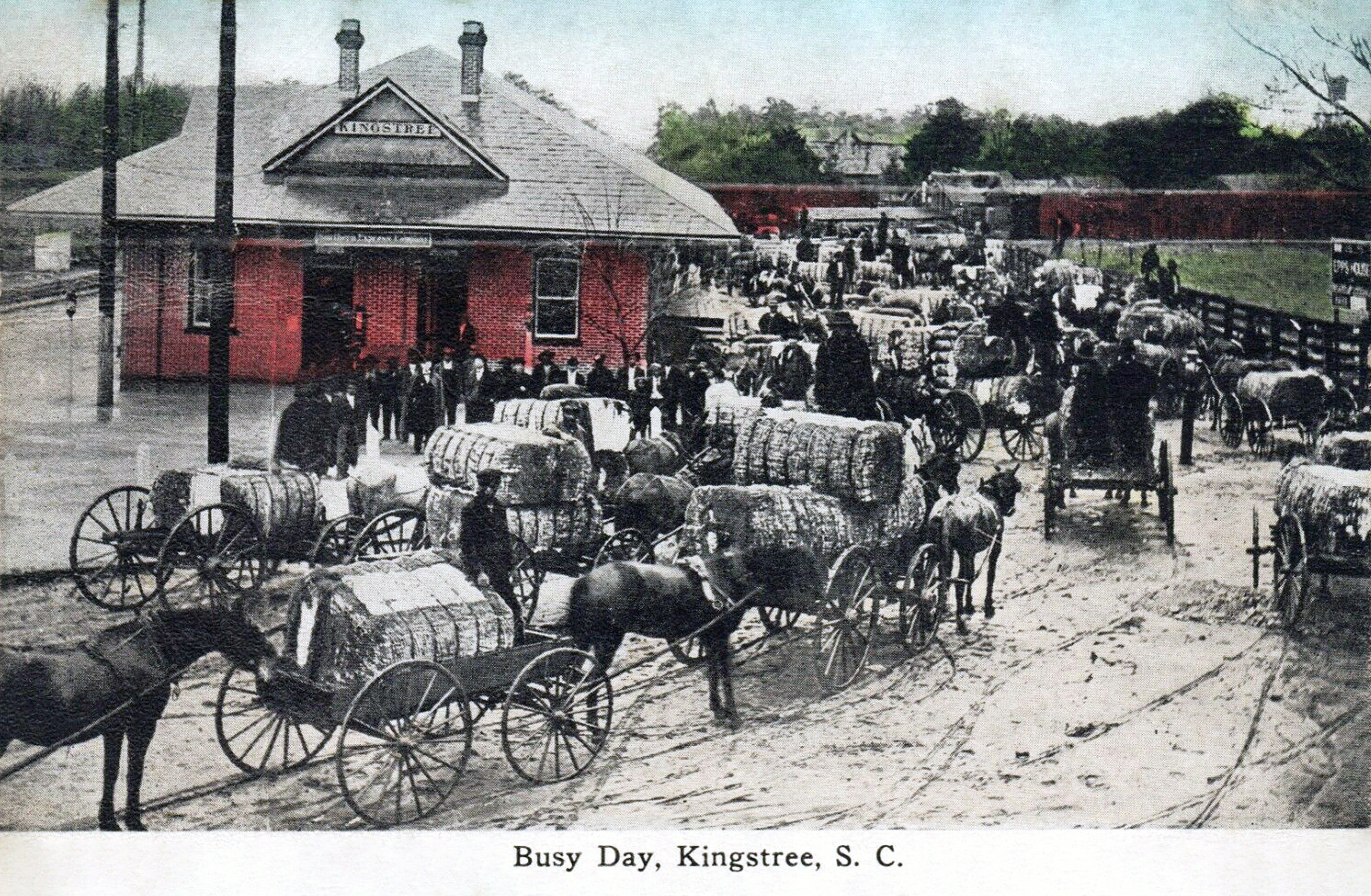
Kingstree Historic District mit Kingstree Station um 1910
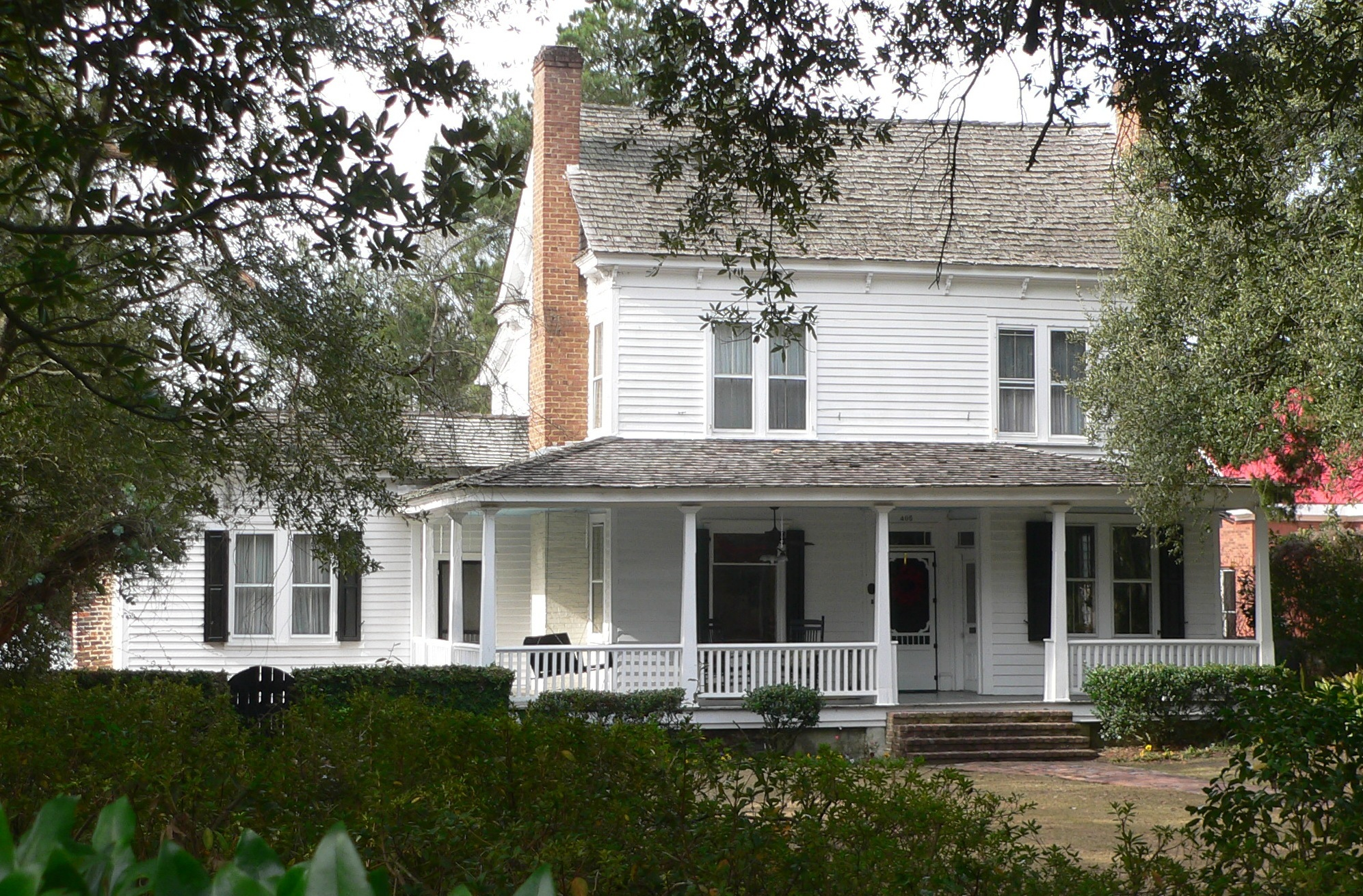
M.F. Heller House
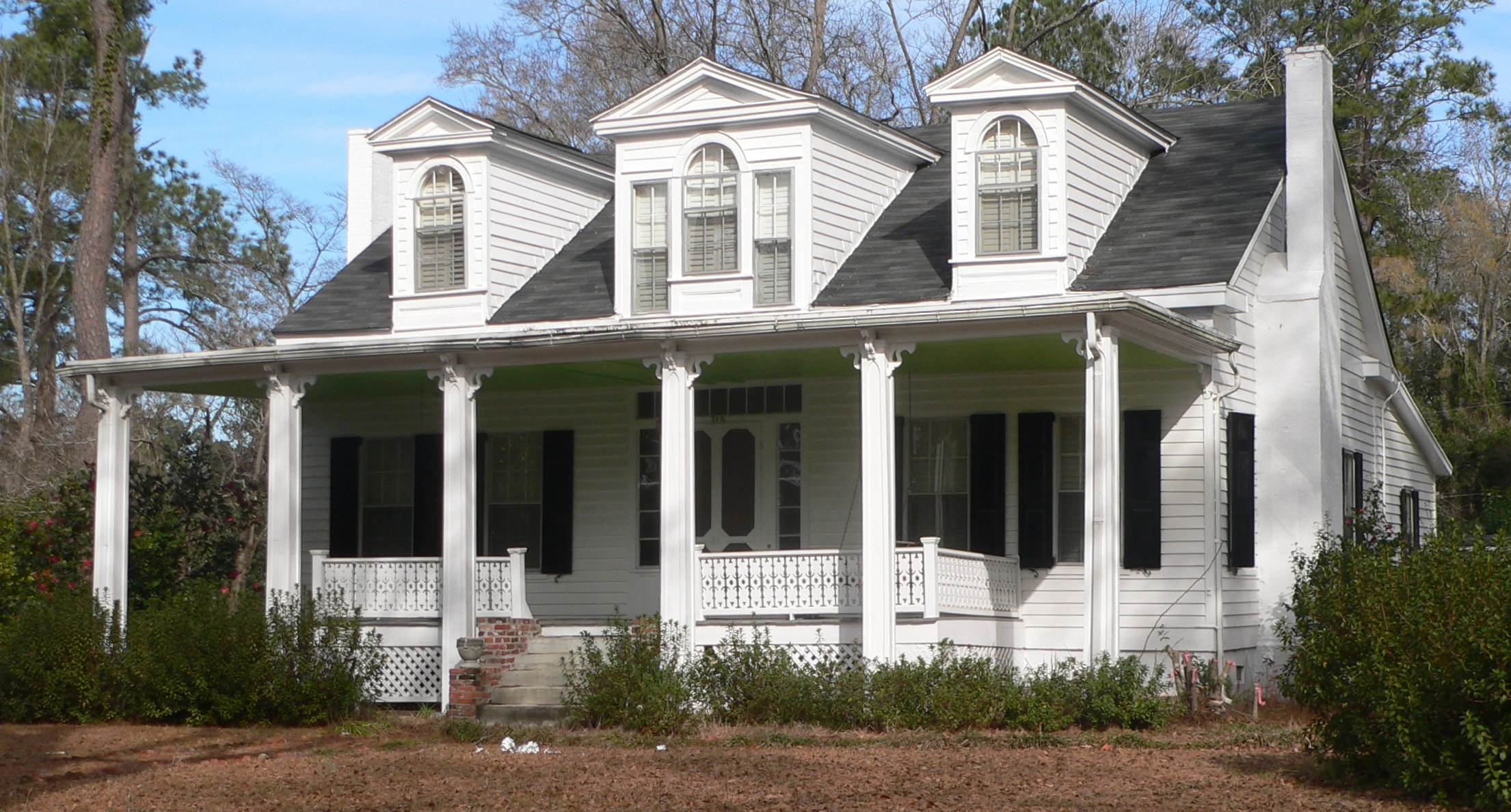
Colonel John Gotea Pressley House
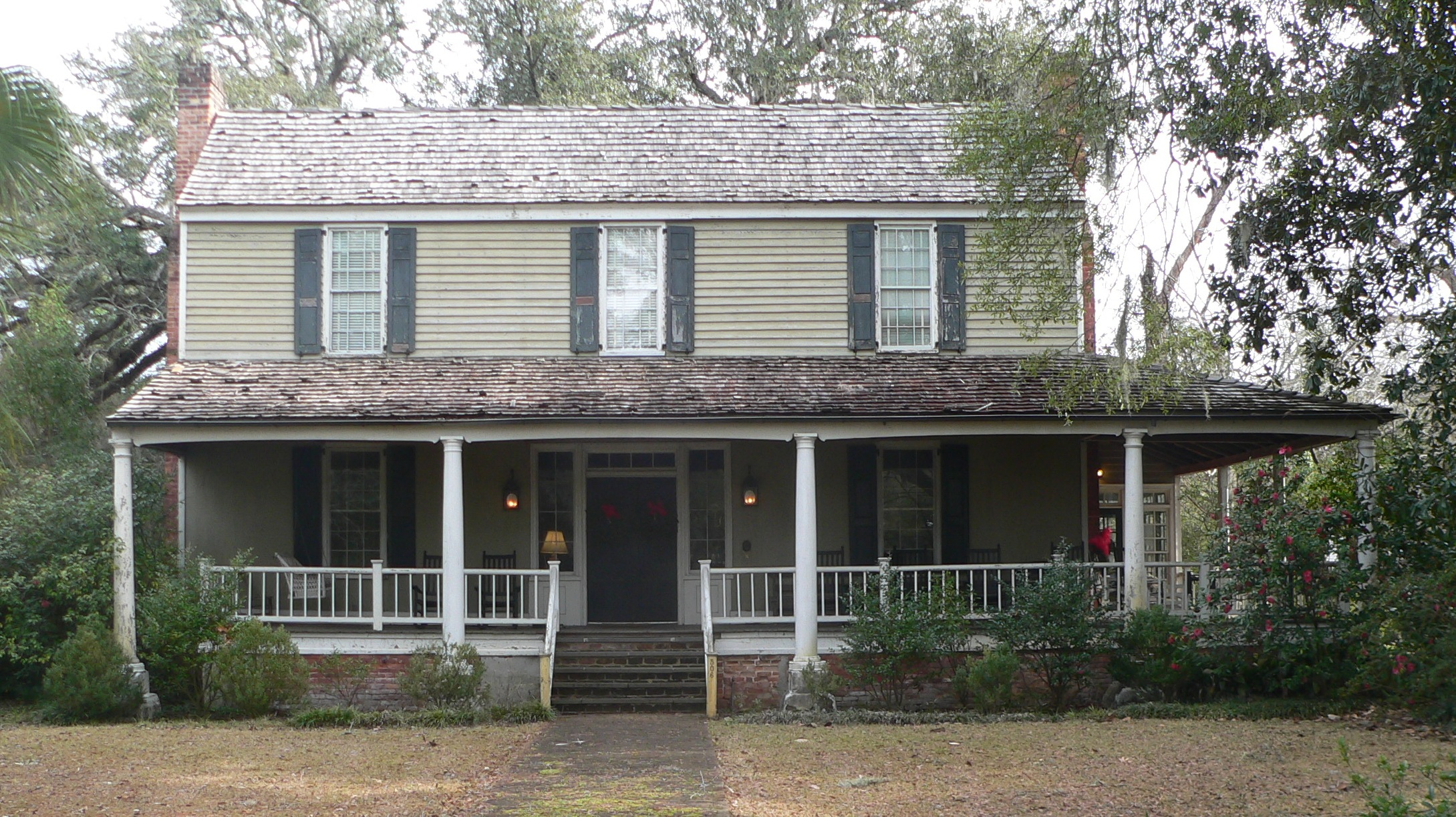
Scott House in Kingstree
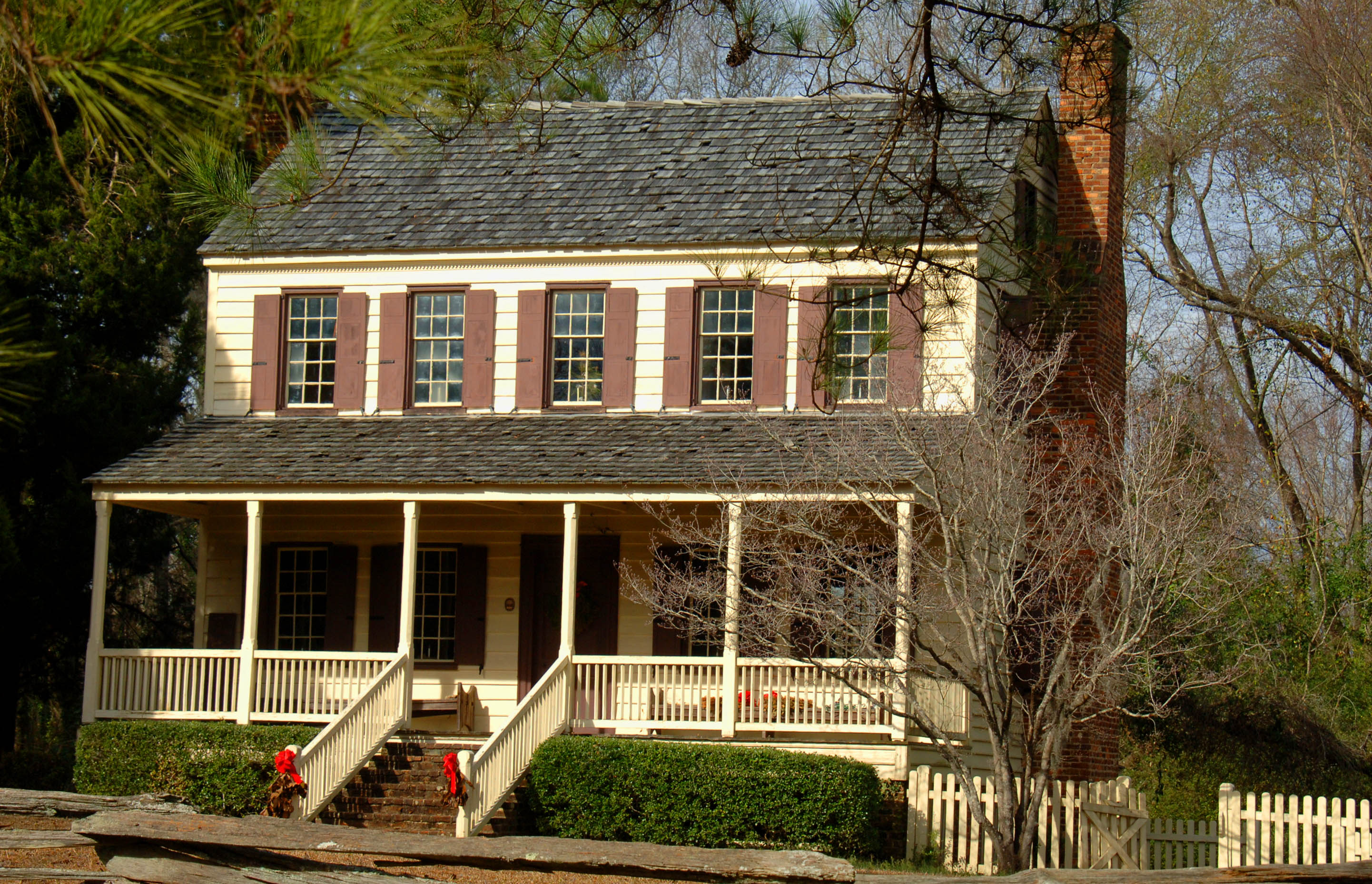
Haupthaus einer Plantage, bekannt als Thorntree

## Infrastruktur

### Verkehr
Der U.S. Highway 52 verläuft durch die Stadt und führt in südlicher Richtung 65 km nach Moncks Corner und in nördlicher Richtung 62 km nach Florence.
1856 erlebte die Stadt einen Aufschwung mit dem Bau der Zugverbindung der Northeastern Railway aus Charleston. Heute wird die strecke von Amtrak bedient.

## Söhne und Töchter der Stadt
- Thomas D. Singleton (?–1833), Politiker
- Theodore Gourdin (1764–1826), Politiker
- Robert Witherspoon (1767–1837), Politiker
- Amos White (1889–1980), Jazztrompeter
- Sam Reed (1935–2021), Jazz- und Rhythm-&-Blues-Musiker
- Maxine Brown (Soulsängerin) (* 1939), Soulsängerin
- Teddy Pendergrass (1950–2010), R&B-Sänger
- Yancey McGill (* 1952), Politiker